# Hysteropterum fallaciosum
Hysteropterum fallaciosum är en insektsart som beskrevs av Matsumura 1910. Hysteropterum fallaciosum ingår i släktet Hysteropterum och familjen sköldstritar. Inga underarter finns listade i Catalogue of Life.